# Мана (река)
Ма́на (в верхнем течении Правая Мана) — река в Красноярском крае России, правый приток среднего течения Енисея.

## География
Длина — 475 км, площадь бассейна — 9320 км². Исток реки Правая Мана — озеро Манское (стык Манского, Кутурчинского и Канского Белогорья). На расстоянии около 12 км от истока участок реки длиной 800−1000 м протекает под землёй. Протекает через Манское Белогорье в северных отрогах Восточного Саяна.
В верховьях реки пороги, в низовьях река судоходна. Является сплавной рекой (до 1986 г. по Мане вёлся молевой сплав леса). В 1930-х и 1940-х годах, а затем в 2000—2003 годах в верховьях (Юльевский прииск) велась промышленная добыча золота.
На расстоянии 4—20 км от устья правый берег Маны является естественной границей заповедника «Столбы».

### Гидрология
| Средний расход воды (м³/с) реки Мана по месяцам с 1936 по 1999 гг. (замеры производились на гидрологическом посту в посёлке Манский) |

### Населённые пункты
Населённые пункты вдоль течения (по порядку с верховьев до устья): Выезжий Лог, Кой, Кожелак, Голубевка, Нарва, Большой Унгут, Малый Унгут, Жержул, Урман, Береть, Манский, Усть-Мана.

### Притоки
Основные притоки (по порядку с верховьев до устья): Дизо, Б. Арзыбей, М. Арзыбей, Мина, Крол, Баджей, Колба, Б. Унгут, М. Унгут, Жержул, М. Кершул, Б. Кершул, Урман, Береть.

### Флора и фауна

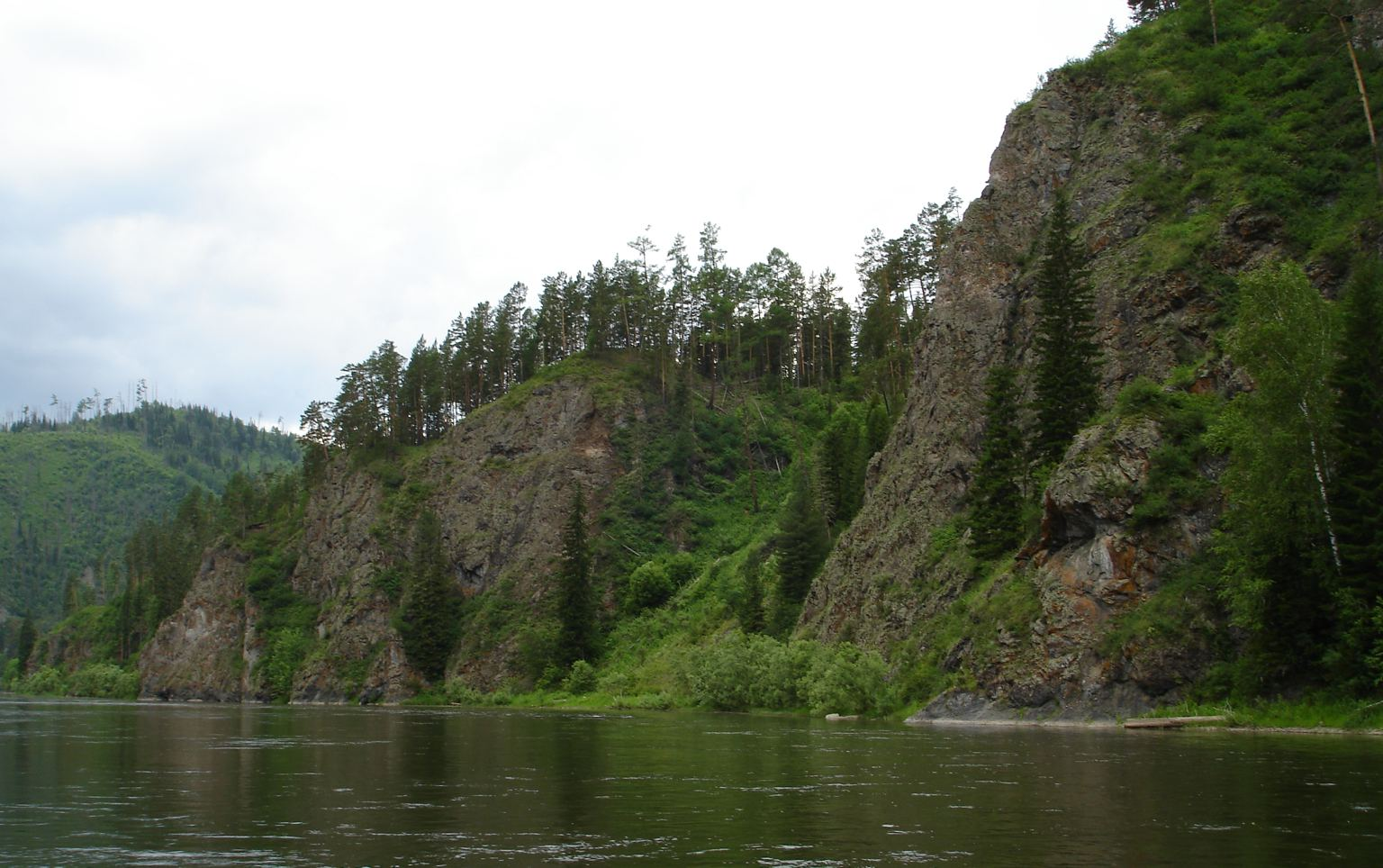

Растительность (виды деревьев и кустарников): сосна сибирская (сибирский кедр), сосна обыкновенная, ель, пихта, лиственница, берёза, осина, рябина, черёмуха, ива и др.
Рыба: стерлядь (ед.), таймень, ленок, хариус, щука, окунь, налим, елец, сорога, ёрш, пескарь, вьюн, пресноводный бычок, гольян.
Видовой состав животного и растительного мира верховьев Маны соответствует характеристикам Восточного и Западного Саяна.

## Туризм
Река Мана — популярное место отдыха красноярцев. Очень популярен сплав по реке от посёлка Береть до посёлка Усть-Мана. Прохождение всего маршрута занимает 2—2,5 дня. Для водного туризма представляют интерес Верхманские пороги (III—V категории сложности в зависимости от уровня воды).

## Культура
На реке Мана проводятся ежегодные фестивали:
- Туристический слет-фестиваль «Туристическая Мана» (с 1974 г. по настоящее время)
- Высоцкий и Сибирь
- Манский фестиваль
- Манское Нашествие — фестиваль рок-музыки
- Манский вираж — байкерский фестиваль (более не проводится)
- Сибирская Верста — ежегодный байкерский фестиваль мотоклуба «Frozen Souls» и другие.

На Мане велись съёмки художественных фильмов «Хозяин тайги» (в районе п. Выезжий Лог) и нескольких эпизодов «Сибирского цирюльника», а также «Сюда не залетали чайки» и «Сибирь. Монамур». В 2021 году пролёт над участком реки «Манская петля» показан в сериале «Угрюм-река».

## Памятники археологии
- Стоянка «Усть-Мана». Датировки: 11 тыс. до н. э. — 1 в. н. э. В посёлке Усть-Мана, на территории средней школы.
- Стоянка «Мана-3». Датировки: 13 тыс. до н. э. — 4 в. до н. э. На левом берегу реки, 2 км выше посёлка Усть-Мана.
- Стоянка «Нижняя». На левом берегу реки, 2,5 км юго-западнее посёлка Усть-Мана.

## Происхождение названия
Гидроним «Мана» происходит от камасинского названия реки «Минер-Бу», означавшего «снежная река».